# Volkswagen ID

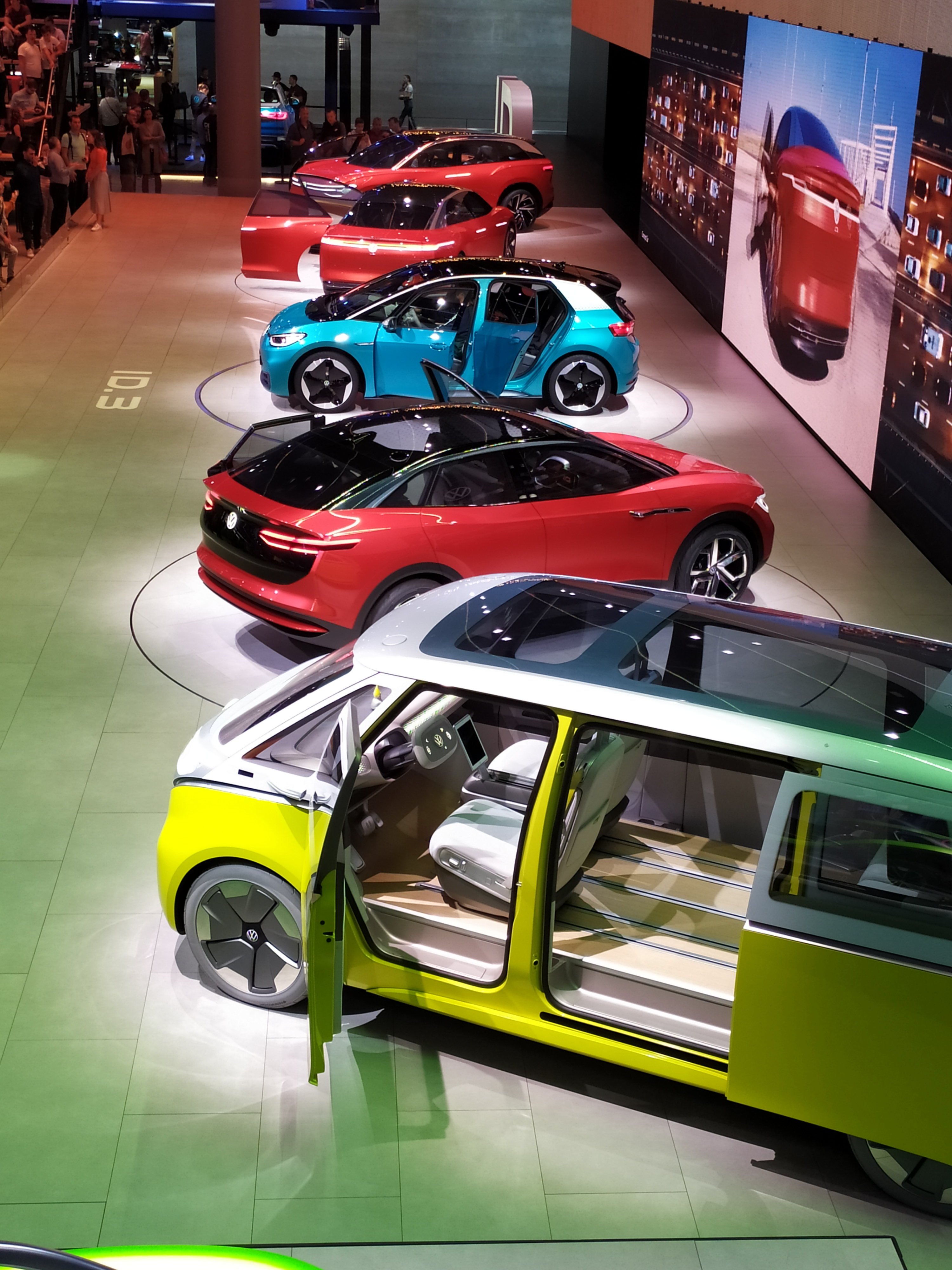
Volkswagen ID konceptbilar vid IAA 2019.

Volkswagen ID ("Intelligent Design") är en serie batteridrivna elbilar från den tyska biltillverkaren Volkswagen. 
Bilarna i ID-serien bygger på Volkswagen-gruppens MEB-plattform. Lanseringen av serietillverkade bilar föregicks av en rad konceptbilar från 2016 och framåt. 

## Modeller
| Modell  | Introduktion | Kaross          | Segment   | Bild |
| ------- | ------------ | --------------- | --------- | ---- |
| ID.3    | 2019         | Halvkombi       | C-segment |      |
| ID.4    | 2020         | Crossover       | C-segment |      |
| ID.5    | 2021         | Crossover coupé | C-segment |      |
| ID.6    | 2021         | Crossover       | D-segment |      |
| ID.7    | 2023         | Sedan, kombi    | D-segment |      |
| ID.Buzz | 2022         | Minibuss        | M-segment |      |